# بوينتي آلتو
بوينتي آلتو هي مدينة في تشيلي، تقع في Cordillera Province, Chile ‏ ، وهي عاصمتها، بلغ عدد سكانها 573,935 نسمة وذلك حسب إحصائيات سنة 2012، تبلغ مساحتها 88.2 كيلومتر مربع.

## أعلام
- تشارلز أرانغويز